# Paul Lafargue
Paul Lafargue (ur. 16 czerwca 1842 w Santiago de Cuba, zm. 25 listopada 1911 w Draveil) – lekarz, socjalista, pisarz, filozof marksistowski, działacz i teoretyk międzynarodowego ruchu robotniczego.

## Życiorys
Urodzony na Kubie w rodzinie francuskich plantatorów, nauki gimnazjalne pobierał w Bordeaux i Tuluzie. Medycynę studiował w Paryżu. W czasie studiów rozpoczął działalność rewolucyjną w radykalnych kręgach młodzieży występującej przeciwko dyktaturze Napoleona III i początkowo pozostawał pod wpływem pozytywizmu szkoły Auguste Comte'a i proudhonowskiego anarchizmu.
W 1865 przebywając w Londynie jako wysłannik francuskiego oddziału I Międzynarodówki zetknął się z Karolem Marksem, co w istotny sposób zaważyło na jego dalszej drodze życiowej. W 1866 wszedł do Rady Generalnej I Międzynarodówki. Relegowany z uczelni, ukończył studia medyczne w Anglii w 1868. W tym samym roku poślubił średnią córkę Marksa, Laurę. 
W dniach Komuny agitował na jej rzecz w Bordeaux. Po jej upadku, zagrożony aresztowaniem, uciekł do Hiszpanii, gdzie działał przez rok w tamtejszym ruchu robotniczym. Następnie przeniósł się do Londynu i aktywnie uczestniczył w pracach I Międzynarodówki. W 1880 przygotował razem z Jules'em Guesde'em założenia organizacyjne i teoretyczne dla powstającej w tym czasie Francuskiej Partii Robotniczej. Zwalczał wrogie marksizmowi idee, w szczególności znajdujące pewien posłuch wśród robotników francuskich poglądy Proudhona, tzw. possybilistów, rewizjonizm Eduarda Bernsteina i przenikanie idei mieszczańskiej filozofii do ruchu robotniczego. I choć zasadnicza część jego poglądów politycznych i społecznych została ugruntowana przez naukę Marksa, silny wpływ miał nań anarchizm, z którym ponownie zetknął się na emigracji w Hiszpanii. 
Powróciwszy do Francji w 1882 działał odtąd do końca życia jako oddany partii teoretyk, publicysta, propagandysta i organizator. Brał udział w ówczesnych głośnych kampaniach politycznych, przemierzał Francję wzdłuż i wszerz jako niestrudzony prelegent i agitator. Dwukrotnie, w 1883 i w 1885, wtrącony na krótki czas do więzienia Sainte Pelagie, gdzie napisał swoją najsłynniejszą pracę, pamflet Prawo do lenistwa. W 1891 został deputowanym do Zgromadzenia Narodowego. W 1911 wraz ze swoją żoną Laurą przy użyciu morfiny popełnił samobójstwo, by uniknąć starości.

## Poglądy filozoficzne
Włodzimierz Lenin uważał Lafargue’a za „jednego z najbardziej utalentowanych i głębokich krzewicieli idei marksizmu”. Szczególnie wiele uwagi poświęcał Lafargue krytyce neokantyzmu, który u schyłku XIX w. zyskał we Francji zwolenników wśród wybitnych przedstawicieli prawego skrzydła partii socjalistycznej, m.in. Jaurèsa. W pracach poświęconych zagadnieniom materializmu historycznego Lafargue stwierdza, że ludzkość rozwija się w środowisku naturalnym oraz w środowisku sztucznym, które powstaje w procesie życia społecznego. Środowisko sztuczne obejmuje ekonomiczne, społeczne, polityczne i ideologiczne stosunki społeczne. Decydującą siłą rozwoju społecznego jest sposób produkcji.

## Polskie przekłady pism Lafargue'a
- Religija kapitału, Genewa, Wyd. "Walki Klas", 1886
- Praca umysłowa wobec maszyny, Warszawa, [s. n.], 1890 [wyd. 2: Warszawa, nakł. Księgarni Naukowej, 1907
- Kwestja kobieca, Warszawa, nakł. Księgarni Popularnej, 1905 [na okładce data 1906]
- Prawo do lenistwa, Warszawa, [s. n.], 1906
- Rozwój własności, Warszawa, [s. n.], 1907
- Sprzedany apetyt, Łódź, nakł. Alfreda Straucha, 1907
- Trusty amerykańskie. Ich działalność ekonomiczna, społeczna i polityczna, Warszawa, nakł. Wincentego Raabego 1907
- Idealizm i materjalizm w pojmowaniu dziejów. Odpowiedź na referat obywatela Jauresa, [w:] Jean Jaures, Paul Lafargue, Idealistyczne a materialistyczne pojmowanie dziejów, Kraków, [s. n.], 1907, s. 25-50
- Wspomnienia o Marksie, Warszawa, Książka, 1948 [wyd. 2: Warszawa, Książka i Wiedza, 1949]
- Pisma wybrane, t. 1-2, Warszawa, Książka i Wiedza, 1961